# Agent 007, James Bond
Agent 007, James Bond, i perioder også kaldet henholdsvis 007 James Bond, samt James Bond, Agent 007, samt James Bond, samt Agent 007, samt blot 007, var et dansk tegneserieblad, der udkom fra Interpresse i 1965-1984. I maj 1983, efter 007 James Bond nr. 66, startede nummereringen forfra med James Bond nr. 1.
Bladet indeholdt bl.a. den kendte engelske James Bond-avistegneserie af John McLusky, bygget over Ian Flemings romaner. Fra 1979 begyndte bladet at bringe filmartikler mm, skrevet af Nicolas Barbano, der i Box 007 også besvarede spørgsmål fra læserne. Bladet gik ind, da selskabet bag Bond-filmene forbød Interpresse at bruge filmbilleder på forsiden.